# Юдинка (Белгородская область)
Юдинка — село в Прохоровском районе Белгородской области. Входит в состав Прелестненского сельского поселения.

## География
Находится в северной части Белгородской области, в лесостепной зоне, в пределах юго-западного склона Среднерусской возвышенности, на левом берегу реки Псёл, на расстоянии примерно 10 километров (по прямой) к западу-юго-западу от Прохоровки, административного центра района. Абсолютная высота — 182 метра над уровнем моря.

### Климат
Климат характеризуется как умеренно континентальный, с относительно мягкой зимой и тёплым продолжительным летом. Среднегодовая температура воздуха — 5,4 °C. Средняя температура воздуха самого холодного месяца (января) — −9,2 °C; самого тёплого месяца (июля) — 16,4 — 24,3 °C. Безморозный период длится в среднем 155—160 дней. Годовое количество атмосферных осадков — 527—595 мм, из которых большая часть выпадает в тёплый период.

### Часовой пояс
Село Юдинка как и вся Белгородская область, находится в часовой зоне МСК (московское время). Смещение применяемого времени относительно UTC составляет +3:00.

## История
В 60-70-х годах XIX века в ходе экономических реформ, из государственных крестьян была выделена группа, получившая название «водворенные на собственных землях» или «участковые четвертные владельцы». Они имели собственные земли, от 10-20 и более десятин земли, которые находились на отдалении от основных населенных пунктов. На этих землях владельцы образовывали новые хутора, получавшие названия по фамилии более зажиточного крестьянина. Так свое название получил и хутор Юдинка - от фамилии  государственного крестьянина села Курасовки (Обоянский уезд) Юдина.
Юдинка стала поселением с постоянным населением только в 20-е годы XX века, в отличие от других хуторов, таких как хутор Веселый (Курлов), Полежаев. Основными видами деятельности на хуторе были выращивание сахарной свеклы, с дальнейшей поставкой на  Береговской винокуренный завод.
Еще одним интересным фактом является то, что земля, на которой расположена Юдинка изначально принадлежала помещикам, крестьяне покупали ее у частного лица, а  не у государства.
С приходом коллективизации, в 1929 году образуется  колхоз «Коминтерн», который в 1954 объединился с  колхозом «Красное Знамя».

## Население
| 2002 | 2010 |
| ---- | ---- |
| 5    | ↘1   |

### Половой состав
По данным Всероссийской переписи населения 2010 года в гендерной структуре населения женщины составляли 100 %.

### Национальный состав
Согласно результатам переписи 2002 года, в национальной структуре населения русские составляли 100 %.